# ウォーキング・デッド: デッド・シティ
『ウォーキング・デッド: デッド・シティ』(The Walking Dead: Dead City)はアメリカのポスト・アポカリプス・ホラー・ドラマシリーズである。AMCのためにEli Jornéが創作し、ショーランナーとなる。『ウォーキング・デッド』の4作目のスピンオフであり、『ウォーキング・デッド』終了後のニューヨーク市を舞台とする。

## 概要
本シリーズの後、マギーとニーガンは、マギーの誘拐された息子ハーシェルを取り戻すため、本土から切り離されたマンハッタン島に入る。
ローレン・コーハンとジェフリー・ディーン・モーガンはそれぞれマギーとニーガンの役を再び演じる。ガイウス・チャールズ、ジェリコ・イヴァネク、マヒナ・ナポレオンがメイン配役に加わる。シーズン1は2023年6月18日から6話で放送され、2023年7月にシーズン2に更新された。
日本では、動画配信サービスのU-NEXTで2023年11月より独占配信されている。

## キャスト
※括弧内は日本語吹替。

### メイン
- ローレン・コーハン : マギー（下山田綾華） : ニーガンに夫グレンを殺された、ヒルトップ共同体の指導者
- ジェフリー・ディーン・モーガン : ニーガン（大塚明夫） : 〈救世主〉の元指導者で、本シリーズの最後には妊娠した妻とコモンウェルスを去っている
- ガイウス・チャールズ（英語版）: パーリー・アームストロング : ニーガンを追う、ニューバビロン連邦の保安官[2]
- ジェリコ・イヴァネク : 「クロアチア人」 : クロアチア出身の〈救世主〉の元メンバーでマンハッタンを支配するグヘルメットをかぶるグループ「ブラージ」の指導者[3]
- マヒナ・ナポレオン : ジニー : ニーガンが保護する少女。父親の死の後、口をきかない[3]

### リカーリング
- Logan Kim : ハーシェル・リー（北川翔紀） : マギーとグレンの間の息子[4]
- Jonathan Higginbotham : トマッソ : ブラージに追われるグループの共同リーダー[3]
- Karina Ortiz : アマイア : ブラージに追われるグループの共同リーダー[5]
- Lisa Emery: ダマ : 「クロアチア人」の同盟者[6]

### ゲスト
- Michelle Hurd : ジョーンズ : ニーガンを連邦保安官から隠すモーテルの主人[7]
- Trey Santiago-Hudson : ジャノ: ニューバビロン連邦の保安官代理で、パーリーのニーガン捜索を補助する[8]
- Michael Anthony : ルーサー : ブラージに追われるグループのメンバー[9]
- スティーブン・オッグ : サイモン : 〈救世主〉時代のニーガンの右腕[10]

## あらすじ

### シーズン1
ニーガンは妻アニーをレイプした5人の男を殺したため、ニューバビロン連邦の保安官パーリーに追われながら、殺した男の娘ジニーを連れ歩く。かつて「救世主」から追放した残酷な男「クロアチア人」の率いるグループ「ブラージ」がハーシェルを誘拐してマンハッタン島に連れ去り、ニーガンの身柄を要求する。マギーはこれを隠し、夫グレンを殺したことで負い目のあるニーガンに、息子を救い出す助けを求めて、ともにマンハッタン島に入る。バーリーはニーガンに命を救われて見逃し、連邦に帰還して射殺したと嘘をつく。マギーは「クロアチア人」にニーガンを引き渡し、ハーシェルを連れ帰る。「クロアチア人」の同盟者ダーマは、ニーガンにマンハッタン島のリーダーになり、連邦に対抗するよう求める。

## エピソード
| 通算 話数 | タイトル                                   | 監督                 | 脚本              | 放送日        | U.S.視聴者数 (百万人) |
| --- | ------------------------------------------ | -------------------- | ----------------- | ------------- | --------------------- |
| 1 | "古い知り合い" "Old Acquaintances"         | ローレン・ヤコネリ   | Eli Jorné         | 2023年6月18日 | 0.704                 |
| ヒルトップの後にマギーが指導して築いた共同体「ブリック」が襲われ、マンハッタンのグループ「ブラージ」を率いる元〈救世主〉の「クロアチア人」に息子のハーシェルがさらわれる。マギーは、ニーガンに渋々助けを求める。ニーガンは5人を殺した容疑でニューバビロン連邦の保安官パーリーに追われる。ニーガンは、連れ歩く少女ジニーを後にマギーが世話する条件で、マギーを助ける。二人は若い保安官のジャノを人質にしてマンハッタンに入る。パーリーは三人を追い、誤ってジャノを殺してしまう。マギーはパーリーを倒すも殺さない。クロアチア人はハーシェルを尋問し、逃げた人質を殺す。 |                                            |                      |                   |               |                       |
| 2 | "敵の正体" "Who's There?"                  | ローレン・ヤコネリ   | Eli Jorné         | 2023年6月25日 | 0.706                 |
| マギーとニーガンは老婆エスターによって仲間のグループに連れて行かれるも幽閉される。ニーガンはマギーに、クロアチア人はかつて〈救世主〉の拷問係であり、度が過ぎた行動を咎めて殺そうするも耳を吹き飛ばしただけに終わって逃げられたと語る。ブラージが襲撃してくる。ニーガンは見せしめにその一人を惨殺し、これをマギーが目撃する。マギーはブラージから息子を取り戻したいとグループに打ち明け、助けを申し出られる。パーリーは兄弟が自殺したことを知る。直後にクロアチア人の罠にかかって捕らえられる。ジニーは預けられたブリックから逃げ出す。 |                                            |                      |                   |               |                       |
| 3 | "人間は資源" "People Are a Resource"       | ケヴィン・ダウリング | Keith Staskiewicz | 2023年7月2日  | 0.681                 |
| ジニーはマンハッタン島に来る。クロアチア人はパーリーをウォーカーと闘わせる。パーリーはニーガンを探していると告白する。マギーはグループに、息子を取り戻す手助けを求める。トマッソはかつてブラージに捕らえられたもののペンシルバニア駅の地下鉄を使って逃げ出したと教える。ニーガンはマギーに、アニーを襲って暴行した5人の男を殺したために手配されていると告白し、アニーと息子はミズーリ州にいると言う。ルーサーはニーガンの手配のポスターを見つけてニーガンと乱闘になり殺される。 |                                            |                      |                   |               |                       |
| 4 | "一石二鳥" "Everybody Wins a Prize"        | ケヴィン・ダウリング | Eli Jorné         | 2023年7月9日  | 0.697                 |
| マギーとニーガンは、グループを率いてブラージのアジトであるマジソン・スクエア・ガーデンを襲撃するが、罠にかかってウォーカーに襲われ閉じ込められる。ほとんどは殺されてマギー、アマイア、トマッソ、ジニーは下水道から逃げる。ニーガンはクロアチア人と対決し、殺されそうになったパーリーを救う。だがパーリーはニーガンを法に基づいて処刑しようとする。 |                                            |                      |                   |               |                       |
| 5 | "気休めの言葉" "Stories We Tell Ourselves" | ガンジャ・モンテイロ | Brenna Kouf       | 2023年7月16日 | 0.701                 |
| ジニーは、クロアチア人が誘拐したハーシェルの代わりにニーガンを要求したことをマギーが隠していたと知る。現在、ダマはニーガンの必要性をクロアチア人に繰り返し語る。ニーガンとパーリーは逃げる。ニーガンは5人を殺した理由を語る。パーリーは兄ジョエルのことを語る。マギーはトマッソがクロアチア人に内通していたことを見破る。アマイアとトマッソはウォーカーに殺されるも、マギーとジニーは逃げる。マギーは複数の人体からなるウォーカーを倒す。ジニーはマギーから逃げ、信号弾を打ち上げてニーガンが気づく。 |                                            |                      |                   |               |                       |
| 6 | "ここが我が家" "Doma Smo"                  | ガンジャ・モンテイロ | Eli Jorné         | 2023年7月23日 | 0.618                 |
| ニーガン、パーリー、ジニー、マギーは合流する。ニーガンと離れたがらないジニーに、自分が彼女の父親を殺したと告白する。パーリーはジニーをブリックに戻し、連邦に帰ってニーガンを殺したと嘘をつく。連邦の指導者は、ブラージが合成するメタンに興味を抱く。マギーとニーガンは「クロアチア人」を追跡するが、ニーガンはこれが「クロアチア人」とマギーの罠であることに気づく。ニーガンはマギーが決して自分を許さないことに失望し、自らハーシェルとの交換に応じる。ハーシェルは、マギーがニーガンへの復讐にとりつかれていると言う。「クロアチア人」はニーガンをダーマに会わせる。ダーマは、ニーガンにマンハッタン島の共同体を束ねて連邦に対抗するよう求める。ニーガンがハーシェルの無事にこだわることを知って切り取っていたハーシェルの足指を見せ、従わなければさらにハーシェルを痛めつけるとニーガンを脅す。 |                                            |                      |                   |               |                       |